# Mycodiplosis padi
Mycodiplosis padi är en tvåvingeart som beskrevs av Mamaeva 1964. Mycodiplosis padi ingår i släktet Mycodiplosis och familjen gallmyggor. Inga underarter finns listade i Catalogue of Life.